# Бугры (Железногорский район)
Бугры́ — упразднённый посёлок, располагавшийся на территории Железногорского района Курской области до 1976 года. На момент упразднения входил в состав Остаповского сельсовета.

## География
Располагался в центральной части района при впадении Речицы в реку Чернь.

## История
В 1926 году в посёлке было 30 дворов, проживало 183 человека (91 мужского пола и 92 женского). В то время Бугры входили в состав Курбакинского сельсовета Долбенкинской волости Дмитровского уезда Орловской губернии. С 1928 года в составе Михайловского (ныне Железногорского) района. В 1929 году посёлок был передан из Курбакинского сельсовета в новообразованный Остаповский сельсовет. К 1937 году Остаповский сельсовет был упразднён и Бугры вошли в состав Веретенинского сельсовета. В то время в посёлке было 24 двора.
Во время Великой Отечественной войны, с октября 1941 года по февраль 1943 года, находился в зоне немецко-фашистской оккупации (территория Локотского самоуправления). В октябре 1942 года, в ходе карательной операции «Белый Медведь», за сотрудничество местных жителей с партизанами фашисты сожгли посёлок, часть жителей была уничтожена.
После упразднения Веретенинского сельсовета в 1959 году Бугры были переданы в восстановленный Остаповский сельсовет. Посёлок был упразднён 22 апреля 1976 года в связи с отводом земли для карьера Михайловского горно-обогатительного комбината.

## Население
| 183 |